# 509
El 509 (DIX) fou un any comú començat en dijous del calendari julià. En aquell temps, era conegut com a any del consolat d'Importú sense col·lega (o, més rarament, any 1262 ab urbe condita). L'ús del nom «509» per referir-se a aquest any es remunta a l'alta edat mitjana, quan el sistema Anno Domini esdevingué el mètode de numeració dels anys més comú a Europa.

## Naixements
- Kimmei, emperador del Japó (m. el 571)[1]